# Лікська обсерваторія
37°20′28″ пн. ш. 121°38′35″ зх. д. / 37.341111111111° пн. ш. 121.64305555556° зх. д.
Лікська обсерваторія (англ. Lick Observatory) — астрономічна обсерваторія, що належить Каліфорнійському університету та керується його філією в Санта-Крусі. Розташована на вершині гори Гамільтон у хребті Діабло на схід від Сан-Хосе, Каліфорнія, на висоті 1283 м над рівнем моря .

## Історія
Лікська обсерваторія була першою гірською обсерваторією в світі, де постійно проживали астрономи. Будівля побудована у 1876—1887 роках на кошти, надані у заповіті мільйонера Джеймса Ліка. Введена в експлуатацію 3 січня 1888 року. Рефрактор з діаметром лінзи 91 см був найбільшим телескопом у світі до запуску 104-сантиметрового Єркського телескопа.
У ніч на 21 травня 1939 року американський бомбардувальник Northrop A-17 в тумані зачіпив головну будівлю обсерваторії. Внаслідок удару загинули екіпаж літака та один співробітник обсерваторії. Інструменти та колекції фотопластин не було пошкоджено.

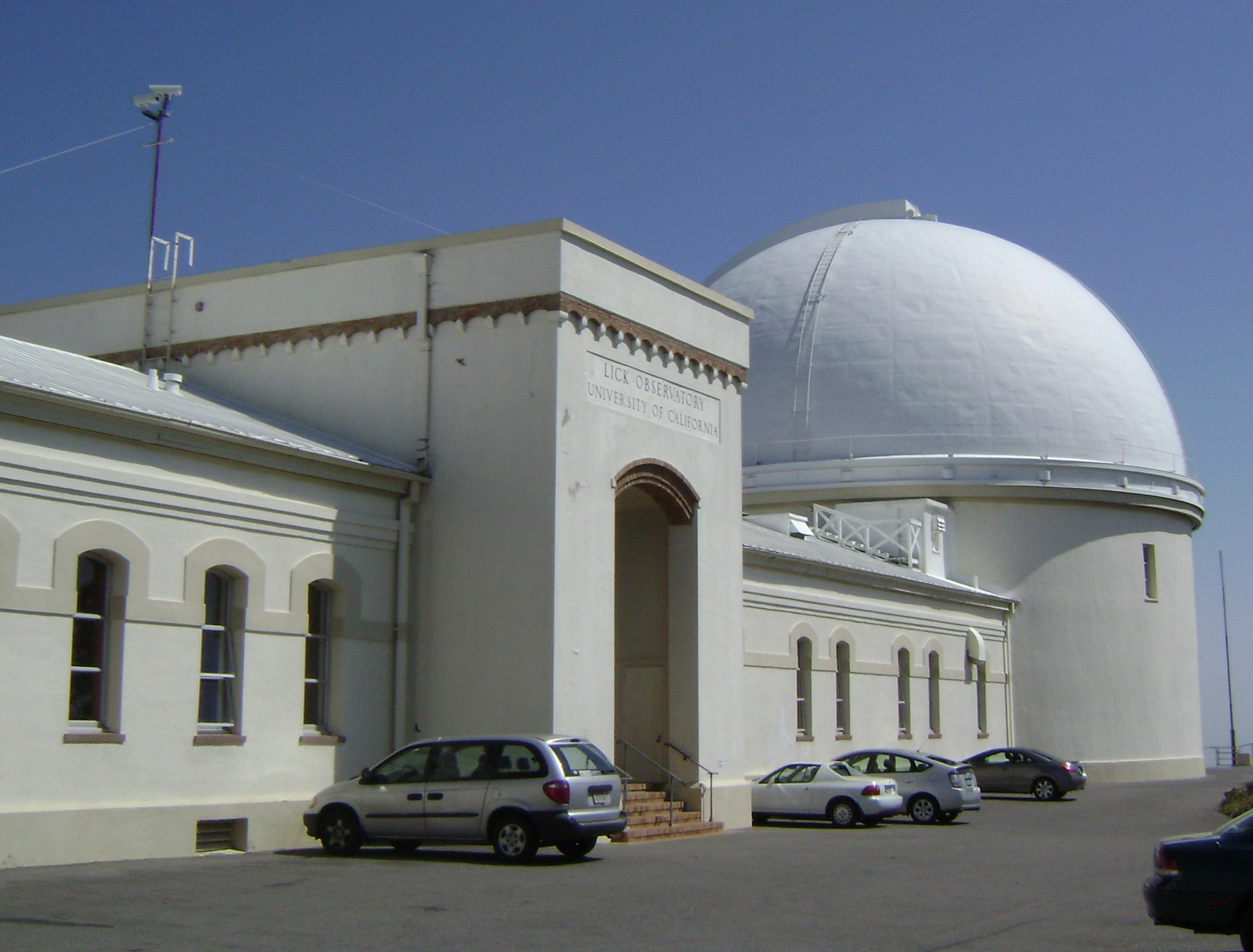
Головна будівля обсерваторії та південний купол, у якому розміщено 36-дюймовий телескоп.

## Сучасне обладнання
В обсерваторії серед інших є такі інструменти :
- Рефлектор Шейна (діаметр 305 см), введений в експлуатацію в 1960 році.
- Спектрометр Гамільтона
- Automated Planet Finder (APF) — автоматична камера, яка виявляє планети, що обертаються навколо інших зірок, діаметром 240 см, введена в експлуатацію в 2011 р.[8]
- Рефлектор Анни Л. Нікель (100 см)
- Великий рефрактор Ліка (90 см)
- Рефлектор Крослі (90 см)
- Автоматичний телескоп Кацмана, KAIT (76 см)
- Допоміжний телескоп Коду (60 см)
- Рефлектор Таухмана (50 см)
- Подвійний рефрактор Карнегі (астрограф) (50 см)
- ПЗС-камера (з об'єктивом Nikon 135 мм).